# Plougoulm
Plougoulm (bret. Plougouloum) – miejscowość i gmina we Francji, w regionie Bretania, w departamencie Finistère.
Według danych na rok 1990 gminę zamieszkiwały 1693 osoby, a gęstość zaludnienia wynosiła 92 osoby/km² (wśród 1269 gmin Bretanii Plougoulm plasuje się na 374. miejscu pod względem liczby ludności, natomiast pod względem powierzchni na miejscu 543.).